# Vikash Dhorasoo
Vikash Dhorasoo (*10. října 1973, Harfleur, Francie) je bývalý francouzský fotbalový záložník a filmový herec mauricijského původu.

## Filmová kariéra
Během Mistrovství světa ve fotbale 2006 v Německu točil film s názvem Substitute. Byl obsazen do jedné z hereckých rolí ve filmu La très très grande entreprise.

## Fotbalové přestupy
- z Le Havre do Olympique Lyon za 7 500 000 eur
- z Olympique Lyon do AC Milan zadarmo
- z AC Milan do Paris St.Germain za 3 200 000 eur

## Statistika
| Klub               | Sezóna  | Liga   | Liga | Pohár  | Pohár | LM či EL | LM či EL | celkem | celkem |
| Klub               | Sezóna  | zápasy | Goly | zápasy | Goly  | zápasy   | Goly     | zápasy | Goly   |
| ------------------ | ------- | ------ | ---- | ------ | ----- | -------- | -------- | ------ | ------ |
| Le Havre           | 1993/94 | 7      | 0    | ?      | ?     | ?        | ?        | ?      | ?      |
| Le Havre           | 1994/95 | 30     | 2    | ?      | ?     | ?        | ?        | ?      | ?      |
| Le Havre           | 1995/96 | 30     | 0    | ?      | ?     | ?        | ?        | ?      | ?      |
| Le Havre           | 1996/97 | 36     | 0    | ?      | ?     | ?        | ?        | ?      | ?      |
| Le Havre           | 1997/98 | 34     | 2    | ?      | ?     | ?        | ?        | ?      | ?      |
| Olympique Lyon     | 1998/99 | 34     | 2    | ?      | ?     | ?        | ?        | ?      | ?      |
| Olympique Lyon     | 1999/00 | 32     | 0    | ?      | ?     | 4        | 0        | ?      | ?      |
| Olympique Lyon     | 2000/01 | 27     | 3    | ?      | ?     | 8        | 0        | ?      | ?      |
| Girondins Bordeaux | 2001/02 | 28     | 1    | ?      | ?     | 0        | 0        | ?      | ?      |
| Olympique Lyon     | 2002/03 | 37     | 2    | ?      | ?     | 6        | 0        | ?      | ?      |
| Olympique Lyon     | 2003/04 | 31     | 4    | ?      | ?     | 8        | 0        | ?      | ?      |
| AC Milan           | 2004/05 | 12     | 0    | ?      | ?     | 4        | 0        | ?      | ?      |
| Paris St.Germain   | 2005/06 | 34     | 0    | ?      | ?     | 0        | 0        | ?      | ?      |
| Paris St.Germain   | 2006/07 | 3      | 0    | ?      | ?     | 0        | 0        | ?      | ?      |
| AS Livorno         | 2007/08 | 0      | 0    | ?      | ?     | 0        | 0        | ?      | ?      |
| Celkově            | Celkově | 375    | 16   | ?      | ?     | ?        | ?        | ?      | ?      |

## Úspěchy

### Klubové
- 2× vítěz francouzské ligy (2002/03, 2003/04)
- 1× vítěz francouzského poháru (2006
- 1× vítěz francouzského ligového poháru (2002)
- 2× vítěz francouzského superpoháru (2002, 2003)
- 1× vítěz italského superpoháru (2004)

### Reprezentační
- 1× na MS (2006 - stříbro)
- 1× na OH (1996)
- 1× na ME 21 (1996 - bronz)